# Wormaldia rara
Wormaldia rara là một loài Trichoptera trong họ Philopotamidae. Chúng phân bố ở miền Cổ bắc.